# Le Charcutier de Machonville
Pour plus de détails, voir Fiche technique et Distribution.
Le Charcutier de Mâchonville est un film français réalisé par Vicky Ivernel, sorti en 1947. Ce film est l'adaptation du roman du même nom de Marcel-Étienne Grancher.

## Synopsis
Dans une ville au bord de la Saône Grasalard, un charcutier, aime ripailler et jouer aux boules avec ses amis. Bien que marié, il s'éprend d'une autre femme.

## Fiche technique
- Titre : Le Charcutier de Mâchonville
- Réalisation : Vicky Ivernel
- Scénario : Léo Sevestre, d'après le roman de Marcel-Étienne Grancher
- Photographie : Marcel Fradetal
- Son : Jacques Lefèvre
- Musique : Vincent Scotto
- Production : Amon Films
- Tournage : du 15 juillet au 16 novembre 1946
- Pays :  France
- Format :  Noir et blanc - 35 mm - Son mono
- Durée : 95 minutes
- Date de sortie : 
  - France : 18 juin 1947

## Distribution
- Odette Barencey
- Bach
- Milly Mathis
- Félix Oudart
- Charles Blavette
- Georges Bever
- Eugène Frouhins
- Paul Demange
- Roger Bontemps